# Dubno
Dubno (in ucraino Дубно) è una città ucraina (36 901 abitanti), nel distretto di Dubno, nell'oblast' di Rivne. Ospita l'amministrazione del Distretto di Dubno e della comunità territoriale di Dubno, una delle comunità territoriali dell'Ucraina.
Fino al 18 luglio 2020 Dubno costituiva una città di rilevanza regionale e fungeva da centro amministrativo del distretto di Dubno, sebbene non appartenesse al distretto. Come parte della riforma amministrativa che ha ridotto a quattro il numero dei distretti dell'oblast' di Rivne, la città fu integrata nel distretto di Dubno.
Si trova sul fiume Ikva 44 km a sud-ovest di Rivne sulla direttrice stradale M 06 che collega Kiev, Rivne, Leopoli e Užhorod verso il confine ungherese.

## Monumenti e luoghi d'interesse
- Castello di Dubno
- palazzo Lubomyrs'kyj
- palazzo Dunin-Kravikič